# Jacinto de Castro
Jacinto del Rosario de Castro (Ciudad de Santo Domingo, 15 de agosto de 1811 – 13 de diciembre de 1896) fue un abogado, funcionario público y político dominicano que ocupó interinamente la presidencia de la República Dominicana del 7 al 29 de septiembre de 1878. Ejerció también diversos cargos de relevancia durante el siglo XIX, incluyendo diputado, fiscal de la Suprema Corte de Justicia, y ministro de Justicia, Hacienda y Relaciones Exteriores.
Su breve presidencia tuvo carácter provisional, tras la renuncia de Ignacio María González, con el objetivo principal de garantizar la sucesión constitucional mediante la convocatoria de nuevas elecciones.
Su nombramiento se produjo en medio de una crisis política violenta debido al descontento de los caciques políticos de la época, al ver que Ignacio María González no cumplió sus promesas al "Partido Azul".

## Vida personal
Jacinto del Rosario de Castro nació el 15 de agosto de 1811 en la ciudad Santo Domingo, República Dominicana. Fue hijo de Dolores Ana de Castro Urrutia, descendiente por línea materna de Juan María de Castro Guzmán y Mercedes de Urrutia Fox. No se conserva información documentada sobre su padre. Durante su vida, De Castro formó parte de una amplia red familiar que se extendió por varias regiones del país. 
El 3 de junio de 1835 contrajo matrimonio con María de la Concepción de Lara Suazo, con quien tuvo cuatro hijos: Apolina, Juan Pablo, Teresa y José María. Más adelante, sostuvo una relación con Juana Francisca Mañón, con quien procreó ocho hijos adicionales, entre ellos Jacinto, Juan Francisco, Darío, Mario, Ercilia, Jorge Rogelio, Ana Graciela y Luis Enrique Gregorio. También se le atribuyen dos hijos con Monserrat García, llamados Mercedes y Ramón María.
Varios de sus descendientes, en particular los nacidos de su relación con Juana Francisca Mañón, se establecieron en la región oriental del país, principalmente en la ciudad de La Romana. 

## Vida pública
Su calidad de persona respetable e ilustrada le valió para desempeñar cargos de importancia en la República Dominicana, entre ellos: Diputado, Plenipotenciario, fiscal de la Suprema Corte de Justicia y ministro de Justicia e Instrucción Pública. En 1861 apoyó la anexión a España.

## Presidencia interina
Ejercía la función de presidente de la Suprema Corte de Justicia cuando el 2 de septiembre de 1878, el presidente de la República, Ignacio María González Santín renunció a su posición, coyuntura que ocasionó que constitucionalmente ocupara provisionalmente la primera magistratura de la nación, para, dentro de los plazos consagrados por la Constitución, convocar la elección del sustituto definitivo del Presidente González. El 29 de septiembre del mismo año, Jacinto de Castro renunció a la presidencia de la República. Tomó las riendas del país un Consejo de Secretarios de Estado, hasta el 27 de febrero de 1879, cuando fue elegido Cesáreo Guillermo y Bastardo.

## Fallecimiento
Jacinto de castro murió el 13 de diciembre de 1896 en Santo Domingo.